# Suctobelbella ancorhina
Suctobelbella ancorhina är en kvalsterart som beskrevs av Chinone 2003. Suctobelbella ancorhina ingår i släktet Suctobelbella och familjen Suctobelbidae. Inga underarter finns listade i Catalogue of Life.